# Sub-bairro
Sub-bairro é uma divisão menor do que um bairro; em alguns casos, ele é independente de seu bairro matriz e, em outros, ele é considerado parte do bairro.
Exemplo de um município que adota o sistema de sub-bairros é o município do Rio de Janeiro, no Estado do Rio de Janeiro.